# Pieter van Maldere
Pieter (Pierre) van Maldere (* 16. Oktober 1729 in Brüssel; † 1. November 1768 ebenda) war ein Violinist und Komponist der Vorklassik.

## Leben
Über die Jugendzeit van Malderes ist wenig überliefert, vermutlich erhielt er Violin- und Kompositionsunterricht von den Kapellmeistern der Hofkapelle, Jean-Joseph Fiocco und Henri-Jacques de Croes. Ab 1749 war van Maldere mit seinen Brüdern Guillaume und Jean-Baptiste am Hofe des Generalstatthalters der habsburgischen Niederlande Karl Alexander von Lothringen als Violinist tätig. In den Jahren 1751 bis 1753 wirkte er in Dublin als Direktor der „Philarmonick Concerts“. Im August 1754 trat er beim Concert spirituel in Paris auf. Er begleitete seinen Dienstherrn auf zahlreichen Reisen, so auch nach Prag und Wien, wo in Schloss Schönbrunn seine ersten beiden Opere buffe aufgeführt wurden. 1757 gab er in Wien eine Solovorstellung für die osterreichische Kaiserin Maria Theresia. 1758 wurde er zum Kammerdiener des Prinzen ernannt, dieser übertrug ihm 1763 für die Dauer von sieben Jahren die Leitung des Monnaie-Theaters, was für van Maldere drei Jahre später in einem finanziellen Desaster endete. An der Monnaie war er vor allem für die Auswahl des Repertoires und die musikalische Leitung eigener und französischer Opern zuständig.

## Werke
Seine ersten Kammermusikwerke halten sich an spätbarocke Formen und stehen unter dem Einfluss Arcangelo Corellis, ohne auf neuere spieltechnische Errungenschaften wie komplizierte Doppelgriffe, Intervallsprünge oder gebrochene Akkorde in der Oberstimme zu verzichten. Seine Sinfonien bilden historisch und ästhetisch einen Übergang von der italienischen oder der frühen Mannheimer Schule zur klassischen Wiener Sinfonie. Während die ersten Sinfonien reine Streicherwerke sind, kommen ab 1764 obligate Hörner und Oboen hinzu.
- Zahlreiche Violin- und Triosonaten, die zwischen 1756 und 1778 veröffentlicht wurden.
- 3 Trios für Cembalo, Violine und Cello op. 7 wurden jeweils 1774 und 1778 posthum durch seinen Bruder Guillaume van Maldere veröffentlicht.
- Ouvertüren
- 1 Violinkonzert (aufgeführt beim Concert spirituel 1754)
- Insgesamt 45 Sinfonien, darunter
  - Sei sinfonie a più stromenti (dem Herzog d’Antin gewidmet um 1760)
  - Sei sinfonie a più stromenti (Paris 1762) ohne Generalbass, mit Einflüssen der Mannheimer Schule
  - Simphonie périodique à più stromenti in B-Dur (Lyon, 1764)
  - Sei sinfonie a più stromenti op. 4 (Paris und Lyon 1764)
  - Sei sinfonie a più stromenti op. 5 (Paris 1769)

Opern
- Le Déguisement pastoral (Wien, Schloss Schönbrunn, 12. Juli 1756)
- Les Amours champêtres (Wien, Schloss Schönbrunn, 5. November 1758)
- Les Précautions Inutiles (1760)
- Les Sceurs Rivales (1762)
- La Bagarre (Paris, 10. Februar 1763)
- Le Médecin de l’amour (1766 in Brüssel)
- Le Soldat par amour gemeinsam mit Ignaz Vitzthumb (Brüssel, 4. November 1766)